# Oncorhynchus masou macrostomus
Oncorhynchus masou macrostomus es una subespecie de pez de la familia Salmonidae en el orden de los Salmoniformes.

## Morfología
- Los machos pueden alcanzar 50 cm de longitud total[1] y 1.540 g de peso.[2]

## Hábitat
Vive en zonas de  aguas dulces, salobres y marinas  templadas.

## Distribución geográfica
Es  endémico del oeste del Japón.